# HD 81567
HD 81567，又名BD-00 2195，SAO 136844、HR 3741，是一颗恒星，视星等为6.01，位于銀經234.48，銀緯33.03，其B1900.0坐标为赤經9h 21m 16.8s，赤緯-1° 33.03′ 53″。